# Hyposidra albipunctata
Hyposidra albipunctata är en fjärilsart som beskrevs av W. Warren 1893. Hyposidra albipunctata ingår i släktet Hyposidra och familjen mätare. Inga underarter finns listade i Catalogue of Life.